# Csornomorszk
Csornomorszk (ukránul: Чорноморськ), 2016-ig Illicsivszk (Іллічівськ) területi jelentőségű város Ukrajna Odesszai területén. Csornomorszk község székhelye. Odesszától délre, a Fekete-tenger partján fekszik, az odesszai agglomerációhoz tartozik. Jelentős kikötőváros és népszerű üdülőhely. Népessége 2017-es becslés alapján több mint 59 ezer fő. Közigazgatásilag a Csornomorszki Városi Tanácshoz tartoznak Olekszandrivka, Burlacsa Balka és Malodolinszke falvak.

## Földrajza
Odesszától kb. 20 km-re délre, a Fekete-tenger partján, a Szuhij-limán jobb partján fekszik. Odesszával az M 27 főút köti össze. Az átlaghőmérséklet júliusban 21,9°C, januárban –1,1°C. Az éves átlagos csapadékmennyiség 449 mm. A legesősebb időszak július, akkor átlagosan 48 mm esik.

## Népesség
A város lakossága a 2001-es népszámlálás idején 54 151 fő volt.  2016-os és 2017-es becslés alapján a lakosság több mint 59 ezer fő. A 2001-es népszámlálási eredmények alapján a népesség 67,6%-a ukrán, 27,4%-a orosz nemzetiségű volt. Mellettük még 1% körüli arányban belaruszok és bolgárok élnek. A nyelvhasználat alapján a lakosság többsége, 60,57%-a orosz anyanyelvű, 38,23%-a ukránul beszél.

## Története
A terület régóta lakott, a bronzkorból és a Kijevi Rusz idejéből is kerültek elő temetkezési helyek. A terület a 13–14. században tatár uralom alatt volt, majd a 14. század végétől oszmán fennhatóság alá került. A 18. század második felében a területre egyre több szökött jobbágy költözött  a Moldvai Fejedelemségből, Lengyelországból és Oroszországból. A letelepedett emberek kisebb tanyákon éltek és főként halászattal foglalkoztak. A területet 1791-ben foglalta el és csatolta magához az Orosz Birodalom. A 18. század végén, a 19. század folyamán a területre németek és görögök is betelepültek. Ekkor a jelenlegi város területén a legjelentősebb település Bugovo, vagy más néven Buga-tanyák (Bugovije hutora) volt, amely Andrej Buga görög származású katonatisztről kapta a nevét, akinek földjei voltak a környéken.  A szovjet rendszer kiépülése után, 1927-ben a Buga-tanyákat Vlagyimir Iljics Lenin után Iljicsovkának nevezték el.
1947-ben a Szuhij-limán öblében létrehozták a 490. sz. hajógyártó üzemet, ekkor mellette munkástelepek is kialakítottak ki, amelyből később kinőtt a jelenlegi város. 1952-ben a települést oroszul Iljicsovszknak, ukránul Illicsivszknek nevezték el. Akkor már 3 ezren laktak ott és városi jellegű település rangja volt. A város tovább növekedett, amikor 1957-ben elkezdték egy teherforgalmi kikötő építését, amelyet 1958-ban nyitottak meg. A város 1973. április 12-én járási jogú város lett  és közvetlenül a területi tanácsnak rendelték alá.
2016-ban a dekommunizációs törvény alapján a város szovjet eredetű, Leninre utaló nevét megváltoztatták, az új neve Csornomorszk lett. Már az előző évben, 2015 szeptemberében a városban álló Lenin-szobrot is lebontották.

## Gazdasága
A város legfontosabb gazdasági ágazata a tengeri kikötői tevékenységhez kapcsolódik. A város az 1958-ban megnyitott teherforgalmi kikötőre épült, amely Ukrajna legjelentősebb kereskedelmi kikötői közé tartozik. A kikötő hagyományosan a közép-európai volt szocialista országok teherforgalmát szolgálja ki, ehhez megfelelő közúti és vasúti kapcsolattal rendelkezik. A kikötőből személyhajók is közlekednek. Csornomorszkból Várnába, Potiba, Isztambulba és Batumiba rendszeres kompjárat közlekedik.
Az utóbbi időszakban jelentősen fejlődik a turizmus is, amely a város melletti 12 km hosszúságú homokos tengerpartra épül.
A városban 1951 óta hajójavító üzem is működik. 
1976-ban hozták létre az Illicsivszki Autó-összeszerelő Üzemet, amely kezdetben autóalkatrészeket gyártott, majd később személygépkocsik és autóbuszok összeszerelésével is foglalkozott. A gyárat 2015-ben bezárták.

## Testvérvárosai
- Narva, Észtország
- Beyoğlu, Isztambul, Törökország
- Maardu, Észtország
- Baku Qaradağ kerülete, Azerbajdzsán
- Tczew, Lengyelország